# Francesc Bosch i Monpart
Francesc Bosch i Monpart (Mataró, 9 d'abril de 1797–Badalona, 17 de maig de 1865) va ser un comerciant català que va ser alcalde de Badalona l'estiu de 1855.
Va ser l'únic fill de Gabriel Bosch, natural de Sant Vicenç de Montalt, i de Maria Rosa Monpart, natural de Mataró. Casat amb Maria Anna Grau i Brugarolas, natural de Barcelona, amb la qual va tenir diversos fills, entre els quals Josep i Vicenç Bosch i Grau, fundadors de l'empresa que va donar naixement a l'Anís del Mono.
El seu pare es dedicava al comerç amb Amèrica, tenia una casa comercial a Santiago de Cuba. Va començar a ocupar-se d'aquests negocis a partir de la mort de Gabriel el 1827, raó per la qual va ser conegut per l'àlies d'El Americano. Vers 1828 es va instal·lar a Badalona, tenint el seu domicili particular al carrer de Mar. Va ser propietari de diversos immobles a la localitat. Seguidor del Partit Progressista, va participar de la política local, va ser regidor i síndic procurador de l'Ajuntament de Badalona entre 1843 i 1844 i alcalde segon entre 1854 i 1856. Durant el Bienni Progressista va ser alcalde de la vila l'estiu de 1855 a causa de la suspensió de càrrec de Josep Brunet i Torres.
A la seva mort el 1865, va ser enterrat al Cementiri Vell.